# 남덕우
남덕우(南悳祐, 1924년 4월 22일~2013년 5월 18일)는 대한민국의 정치인이다. 제14대 국무총리이다. 호(號)는 지암(芝巖).

## 생애
1924년 4월 22일 일제강점기 경기도 광주군에서 출생하였다. 국민대학교 정치학과를 나온 그는, 1952년부터 1954년까지 한국은행에서 근무했다. 1956년 서울대학교 대학원에서 경제학 석사 학위를 받은 이후 1961년 미국 오클라호마 주립 대학교 대학원에서 경제학 석사·박사 학위를 취득하였다. 1954년부터 1964까지 국민대학교 교수를 지내고, 1964년부터 1969년까지 서강대학교 경제학과 교수로 재직했다.
1974년 9월부터 1978년 12월까지 경제기획원 장관(부총리)을 지내며 대한민국의 100억 달러 수출(1977년), 1인당 국내 총생산 (GDP) 1,000달러, 쌀 4,000만섬 생산을 달성했다. 그는 박정희 정부의 수출 드라이브 정책을 지속적으로 추진했다.
1980년부터 1982년까지 제14대 국무총리를 지냈다. 1983부터 1991년에는 한국무역협회장을, 1983부터 2007년까지는 산학협동재단 이사장을 역임했다.
2013년 5월 18일에 향년 90세로 사망하였다. 대한민국 정부는 국민훈장 1등급 무궁화장을 추서하였다.

## 학력
- 1951년 - 국민대학교 정치학 학사
- 1956년 - 서울대학교 대학원 경제학 석사
- 1960년 - 미국 오클라호마 주립대학교 대학원 경제학 석사
- 1961년 - 미국 오클라호마 주립대학교 대학원 경제학 박사

## 경력
- 1952년 11월 ~ 1954년 3월 - 한국은행 행원
- 1954년 4월 ~ 1964년 8월 - 국민대학교 교수
- 1964년 - 연세대학교/서울대학교 강사
- 1964년 ~ 1969년 10월 - 서강대학교 교수
- 1968년 - 미국 스탠포드 대학교 초청교수
- 1969년 - 경제과학심의위원회 위원
- 1969년 10월 21일 ~ 1974년 9월 18일 - 제24대 재무부 장관
- 1974년 9월 19일 ~ 1978년 12월 14일 - 부총리 겸 경제기획원 장관
- 1979년 - 대통령 경제담당 특별보좌관
- 1980년 9월 22일 ~ 1982년 1월 4일 - 제14대 국무총리
- 1982년 1월 ~ 1983년 11월 - 국정자문위원
- 1982년 2월 ~ 1983년 11월 - 한일협력위원회 회장
- 1983년 10월 31일 ~ 1991년 2월 - 한국무역협회 회장
- 1991년 2월 ~ 1994년 2월 - 한국무역협회 명예회장
- 1992년 12월 18일 ~ 2005년 3월 - 동아시아경제연구원 (API) 회장
- 1994년 2월 -2013년 5월 18일 한국무역협회 고문
- 1983년 10월 31일 - 2007년 2월 20일 - 산학협동재단 이사장
- 2005년 5월 17일 - 2013년 5월 18일 (재)한국선진화포럼 이사장
- 2007년 2월 20일 - 2013년 5월 18일 산학협동재단 고문

## 같이 보기
- 대한민국의 국무총리